# La Máquina de Hacer Pájaros
La Máquina de Hacer Pájaros est un groupe de rock symphonique argentin formé par le pianiste, compositeur et chanteur Charly García.

## Histoire
C'est le deuxième groupe de Charly García après la séparation du duo de folk Sui Generis qu'il formait avec Nito Mestre.
La Máquina de Hacer Pájaros est actif à partir de 1976 mais le groupe se dissout dès 1977 à cause de problèmes internes. La dernière prestation du groupe a lieu le 11 novembre 1977 au Festival del Amor, au stade Luna Park de Buenos Aires.

## Membres
- Charly García : piano, claviers, chant et guitare acoustique
- Carlos Cutaia : orgue et claviers
- Gustavo Bazterrica : guitare électrique et chœurs
- José Luis Fernández : guitare basse et chœurs
- Oscar Moro : batterie

## Discographie
- La Máquina de Hacer Pájaros (1976)
- Películas (1977)